# Türkü Turan
Türkü Turan (* 1. Februar 1985 in Bodrum) ist eine türkische Schauspielerin.

## Leben und Karriere
Turan wurde am 1. Februar 1985 in Bodrum geboren. Sie studierte an der Mimar Sinan Üniversitesi. Ihr Debüt gab sie 2007 in der Fernsehserie Annem. Außerdem spielte sie 2009 in dem Film Kosmos mit. 2010  war sie in Çakıl Taşları zu sehen. Unter anderem bekam sie Rollen in Gönül Ferman Dinlemiyor und Nuri. 2011 wurde sie für den Film Musallat 2: Lanet gecastet. Turan war 2021 in der Serie Seni Çok Bekledim zu sehen.

## Filmografie
Filme
- 2009: Kosmos
- 2010: Gişe Memuru
- 2011: Toprağın Çocukları
- 2011: Musallat 2: Lanet
- 2011: Celal Tan ve Ailesinin Aşırı Acıklı Hikayesi
- 2011: Gişe Memuru
- 2015: Saklı
- 2017: Put Şeylere
- 2018: Manyak
- 2020: Aşk Tesadüfleri Sever 2

Serien
- 2007–2008: Annem
- 2010: Çakıl Taşları
- 2010: Gönül Ferman Dinlemiyor
- 2011: Adını Feriha Koydum
- 2011: Nuri
- 2011: Öyle Bir Geçer Zaman ki
- 2012: Şubat
- 2013: Tatar Ramazan
- 2015: Maral: En Güzel Hikayem
- 2015: Acı Aşk
- 2017: Dolunay
- 2021: Seni Çok Bekledim